# 鎮海楼 (広州)

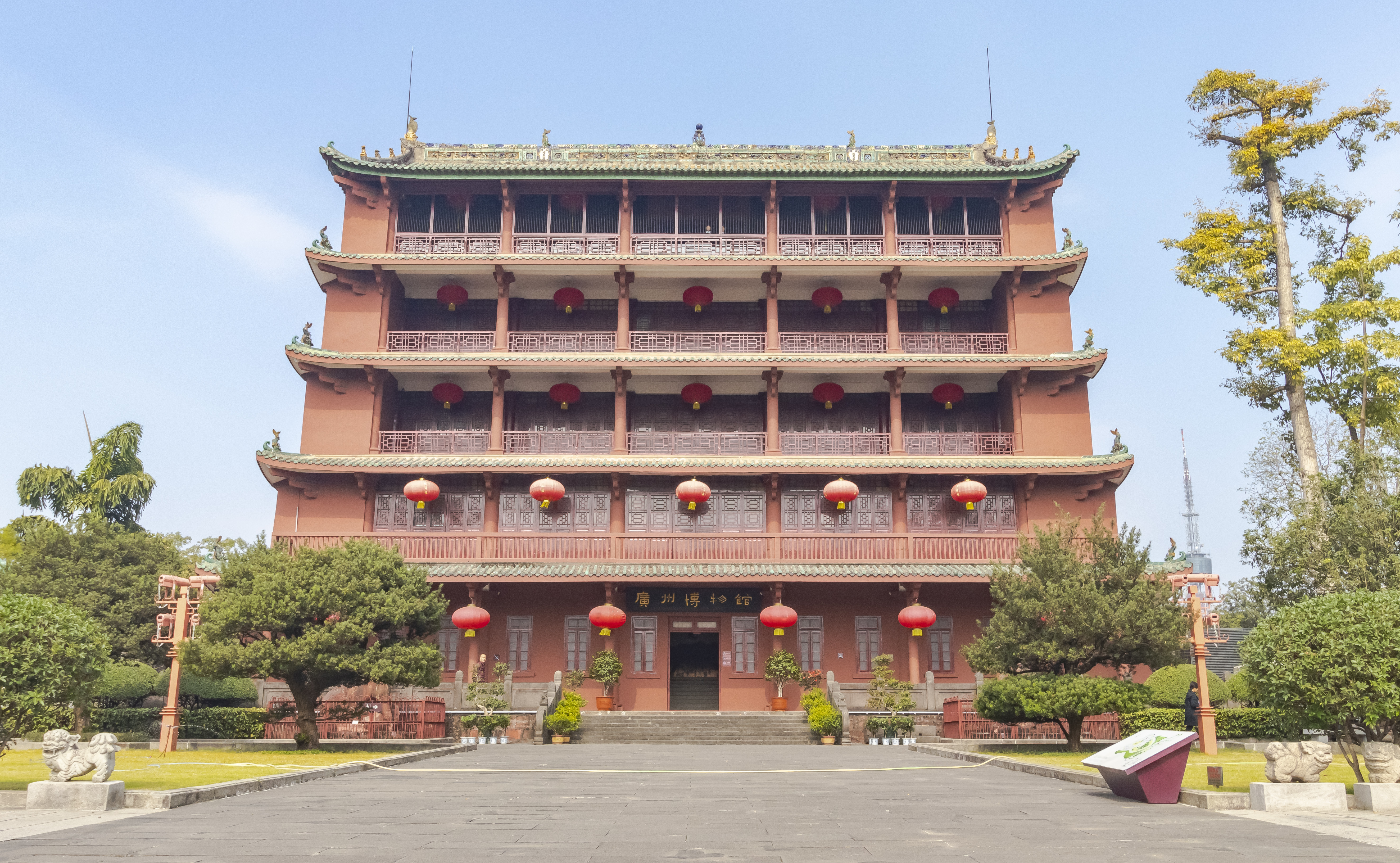
鎮海楼

鎮海楼（ちんかいろう），旧名は望海楼，は中国広東省広州市越秀区越秀山にある建築である。1380年に建造し、広州のランドマークである。中華人民共和国全国重点文物保護単位であり、広州博物館がこの建物の中に入居している。
5階建ての建築であり、高さは28mである。広州中軸線の起点と最も高い建築である。